# تی یا نا
تی یا نا (انگلیسی: Tie Ya Na؛ زادهٔ ۱۳ مهٔ ۱۹۷۹) یک بازیکن تنیس روی میز اهل جمهوری خلق چین است. 
وی در مسابقات کشوری و بین‌المللی در مجموع برنده ۳ مدال نقره، ۱۰ مدال برنز شده‌است.